# Могилёвский троллейбус
Могилёвский троллейбус (бел. Магiлёўскi тралейбус) – система троллейбусного движения в Могилёве. Открыта 19 января 1970 года. Третья троллейбусная система в Беларуси (после Минска и Гомеля).
В настоящее время в Могилёве протяжённость троллейбусных линий составляет — около 81 км, 8 маршрутов. Эксплуатирующей организацией является «Могилёвский филиал Троллейбусный парк № 1 ОАО „Могилёвоблавтотранс“», в состав которого входит один троллейбусный парк. На долю электротранспорта приходится 37 % от всего объёма городских перевозок, за 2007 год было перевезено 79,5 млн человек. В 2015 году троллейбусы перевезли 40,1 млн пассажиров.

## Эксплуатирующая организация
«Могилёвский филиал Троллейбусный парк № 1 ОАО „Могилёвоблавтотранс“».

### Троллейбусный парк
Ул. Челюскинцев, 139 (открыт в 1969 году), но на маршрутах шла обкатка транспорта и только в 1970 году открылось пассажирское движение.

## История и перспективы развития

### История
Движение троллейбусов в городе открылось 19 января 1970 года. Первые троллейбусы поехали по маршруту Вокзал — Завод имени Куйбышева 18 февраля. Наиболее новыми являются: 2,5-километровая линия по ул. Первомайской от Вокзала до железнодорожного переезда, с диспетчерским пунктом (1997 год) и 6-километровая линия в направлении завода «Могилёвтрансмаш» (1997 год) по улицам Гришина, Белинского (одностороннее движение) и ул. Крупской с большим разворотным кольцом в конце линии (в середине 2000-х годов кольцо демонтировано), а также новое разворотное кольцо «Облгаз» на проспекте Шмидта.
Первоначально в город поступили троллейбусы ЗиУ-5, но в начале — середине 1980-х годов они были заменены на ЗИУ-682, а в 1993—1994 в город начали поступать белорусские троллейбусы АКСМ-101. В 1993 в Могилёв поступили 2 троллейбуса Киев-11 производства УП «Белкоммунмаш» (номера 270 и 297), № 297 прослужил до начала 2004 года, а № 270 использовался до мая 2014 года в качестве техпомощи (прицеп отрезан). С 1997 года начались поставки троллейбусов АКСМ-201 и АКСМ-20101, которые продолжались до 2006 года. В 2004 году в троллейбусный парк поступил единственный сочленённый троллейбус АКСМ-333 и получил номер 022.
До июня 2000 года — Могилёвское троллейбусное управление. С июня — Могилёвское городское коммунальное унитарное предприятие «Горэлектротранспорт».
С декабря 2015 года — МГКУП «Горэлектротранспорт» было реорганизованно путем присоединения к ОАО «Могилёвоблавтотранс».
С января 2016 года — «Могилёвский филиал Троллейбусный парк № 1 ОАО „Могилёвоблавтотранс“».
С 22 мая 2023 года открыто троллейбусное движение в микрорайон "Казимировка" на новых троллейбусных маршрутах №16 и №16Д. На маршруте эксплуатируются новые троллейбусы МАЗ-203Т70 с автономным ходом в количестве 6 единиц.

### Перспективы развития
Планируется строительство линий в 1-ю очередь от пр-та Мира по ул. Якубовского до мик-на «Спутник» (с разворотным кольцом), во 2-ю по ул. Лазаренко от Драмтеатра до ул. Космонавтов, по ул. Королёва, пр-ту Мира, по ул. Якубовского в жилой район «Казимировка».
Также в будущем планируется закупка троллейбусов нового поколения производства  Белкоммунмаш АКСМ-433 "Витовт".
По словам директора троллейбусного парка №1 г.Могилёва сочленённые модели троллейбусов не нашли широкого спроса в данном городе именно поэтому не производится массовая закупка сочленённых троллейбусов.
| Перевезено пассажиров за год, млн чел.:                                                         |
| Графики недоступны из-за технических проблем. См. информацию на Фабрикаторе и на mediawiki.org. |

| Количество троллейбусов, ед.:                                                                   |
| Графики недоступны из-за технических проблем. См. информацию на Фабрикаторе и на mediawiki.org. |

## Троллейбусная сеть
Характеристика маршрутной троллейбусной сети (2023 год):
- Количество троллейбусных маршрутов — 8;
- Протяжённость троллейбусных маршрутов (в двухпутном направлении) — 233 км;
- Средняя длина маршрута — 14,56 км;
- Количество остановочных пунктов — 169;
- Количество диспетчерских пунктов — 5.

## Подвижной состав
В Могилёве по состоянию на 2019 год эксплуатируются троллейбусы модели БКМ-321
В 2003 году в троллейбусный парк поступил единственный сочленённый троллейбус БКМ-333 2001 года выпуска. С апреля 2004 года работал на маршруте № 5. С августа 2012 года по ноябрь 2013 года не работал. С декабря 2013 по август 2014 года работал по временному маршруту № 13, а с сентября 2014 года снова по маршруту № 5. С февраля 2016 года не работает. В 2019 году троллейбус был списан и сдан в утиль.
С октября 2017 года эксплуатируются 2 электробуса модели CRRC-TEG6125BEV03, которые работают на троллейбусных маршрутах № 2 и № 4, № 16, и №16Д.
В конце сентября 2021 года в троллейбусный парк поступил первый электробус белорусского производства МАЗ-303.E10. По состоянию на начало октября 2021 года электробус проходит стадию обкатки.
В марте 2023 года поступили  на предприятие 5 машин МАЗ-203Т70 и ещё одна в апреле[8].
Итого (по состоянию на  март 2023 года) насчитывается:
- БКМ-201 — 1 (учебный);
- БКМ-20101 — 11 (действующих — 2 (учебно-технические), остальные не эксплуатируются);
- БКМ-321 — 7 (все троллейбусы модификации «Сябар», двое — рестайлинговые);
- БКМ-32102 — 85 (12 — стандартных, 73 — в модификации «Сябар»);
- CRRC-TEG6125BEV03 — 2 (в двух раскрасках: «Хунань» и «Могилёв»);
- МАЗ-303.E10 — 1
- МАЗ-203Т70 — 6

## Маршрутная сеть (по состоянию на 10 июня 2025 года)
| Маршрут | Начальная точка                       | Конечная точка                                     | Будние дни | Выходные дни | Троллейбус               |
| ------- | ------------------------------------- | -------------------------------------------------- | ---------- | ------------ | ------------------------ |
| 2       | Завод "Могилёвтрансмаш"               | Зелёный Луг                                        | да         | да*          | БКМ-321, МАЗ-303Е        |
| 3       | ТЭЦ-2                                 | площадь Космонавтов                                | да         | да*          | БКМ-321                  |
| 3К      | Облгаз (иногда: ТЭЦ-2)                | площадь Космонавтов (иногда: площадь Орджоникидзе) | да         | да*          | БКМ-321                  |
| 4       | переулок Ватутина                     | Любужский лесопарк                                 | да         | да*          | БКМ-321                  |
| 5Д      | переулок Ватутина                     | ТЭЦ-2                                              | да         | нет          | БКМ-321                  |
| 5       | Железнодорожный вокзал                | ТЭЦ-2                                              | да         | да*          | БКМ-321                  |
| 5К      | Железнодорожный кокзал (иногда: МГУП) | Облгаз (иногда: ТЭЦ-2)                             | да         | да*          | БКМ-321                  |
| 6       | Любужский лесопарк                    | ТЭЦ-2                                              | да         | нет          | БКМ-321                  |
| 7       | Зелёный Луг                           | Любужский лесопарк                                 | да         | нет          | БКМ-321                  |
| 16Д     | Городская ветеринарная станция        | микрорайон Казимировка                             | да         | да           | МАЗ-203Т, CRRC, МАЗ-303Е |
| 16      | переулок Ватутина                     | микрорайон Казимировка                             | да         | да           |                          |

- *5К (МГУП — ТЭЦ-2) и 3К (пл. Орджоникидзе — ТЭЦ-2) ходят во время радуницы
- Также при перекрытии каких-то сетей может работать маршрут №10 (пл. Орджоникидзе — Любужский лесопарк или другой маршрут), а маршрут №2 следует по проспекту Мира, площади Космонавтов и поднимается по подъёму к основному маршруту. Может работать маршрут 3К (ТЭЦ-2 — площадь Орджоникидзе) и прочие маршруты которые идут через перекрытые сети
- Также троллейбус может следовать в: троллейбусный парк; не до своей конечной (например: до облгаза); до площади Орджоникидзе (в основном, такие троллейбусы идут из парка); могут идти не по своему маршруту если идут из парка; до ж/д вокзала и пр.